# قنفذي
القنفذي أو القرقفان أو مَرْعَاوِيلا أو شوك الجمال أو الحِرشاف أو اخينوبس جنس نباتي ينتمي إلى الفصيلة النجمية. يضم هذا الجنس حوالي 120 نوعًا من النباتات موطن معظمها أوروبا وآسيا وحوض البحر الأبيض المتوسط وأفريقيا وكثير منها ينتشر في الوطن العربي.

## من أنواعه في الوطن العربي
- القنفذي أدني الساق (باللاتينية: Echinops adenocaulos) في بلاد الشام وسيناء
- القنفذي أقنثي القنابات (باللاتينية: Echinops acantholepis) في بلاد الشام وتركيا والقوقاز
- القنفذي الأمرد (باللاتينية: Echinops glaberrimus) في بلاد الشام ومصر

- القنفذي البرقاوي (باللاتينية: Echinops cyrenaicus) في المغرب العربي
- القنفذي الجلالي (باللاتينية: Echinops galalensis) في مصر والمغرب العربي
- القنفذي الحسوني (باللاتينية: Echinops hussonii) في مصر والمغرب العربي

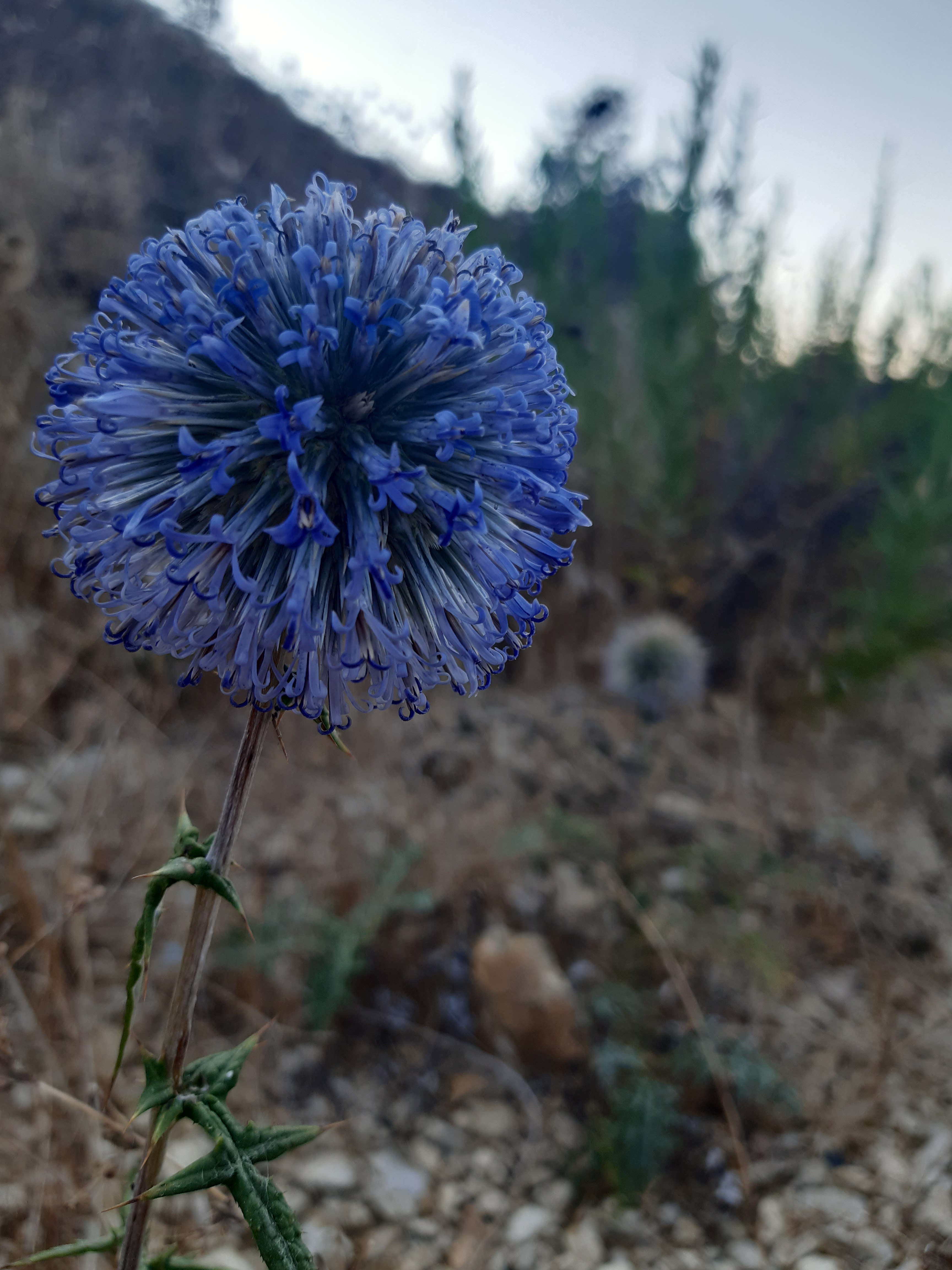
نبتة القنفذي في جبال الساحل السوري

- قنفذي الخضراوات (باللاتينية: Echinops strigosus) في المغرب العربي وإسبانيا والبرتغال
- القنفذي الشائك (باللاتينية: Echinops spinosissimus) في مناطق الوطن العربي المتوسطية وأوروبا
- قنفذي غاياردو (باللاتينية: Echinops gaillardotii) في بلاد الشام
- القنفذي الفلسطيني (باللاتينية: Echinops philistaeus) في بلاد الشام وسيناء
- القنفذي متعدد القرون (باللاتينية: Echinops polyceras) في بلاد الشام وسيناء
- القنفذي النازل (باللاتينية: Echinops descendens) في بلاد الشام

## معرض صور

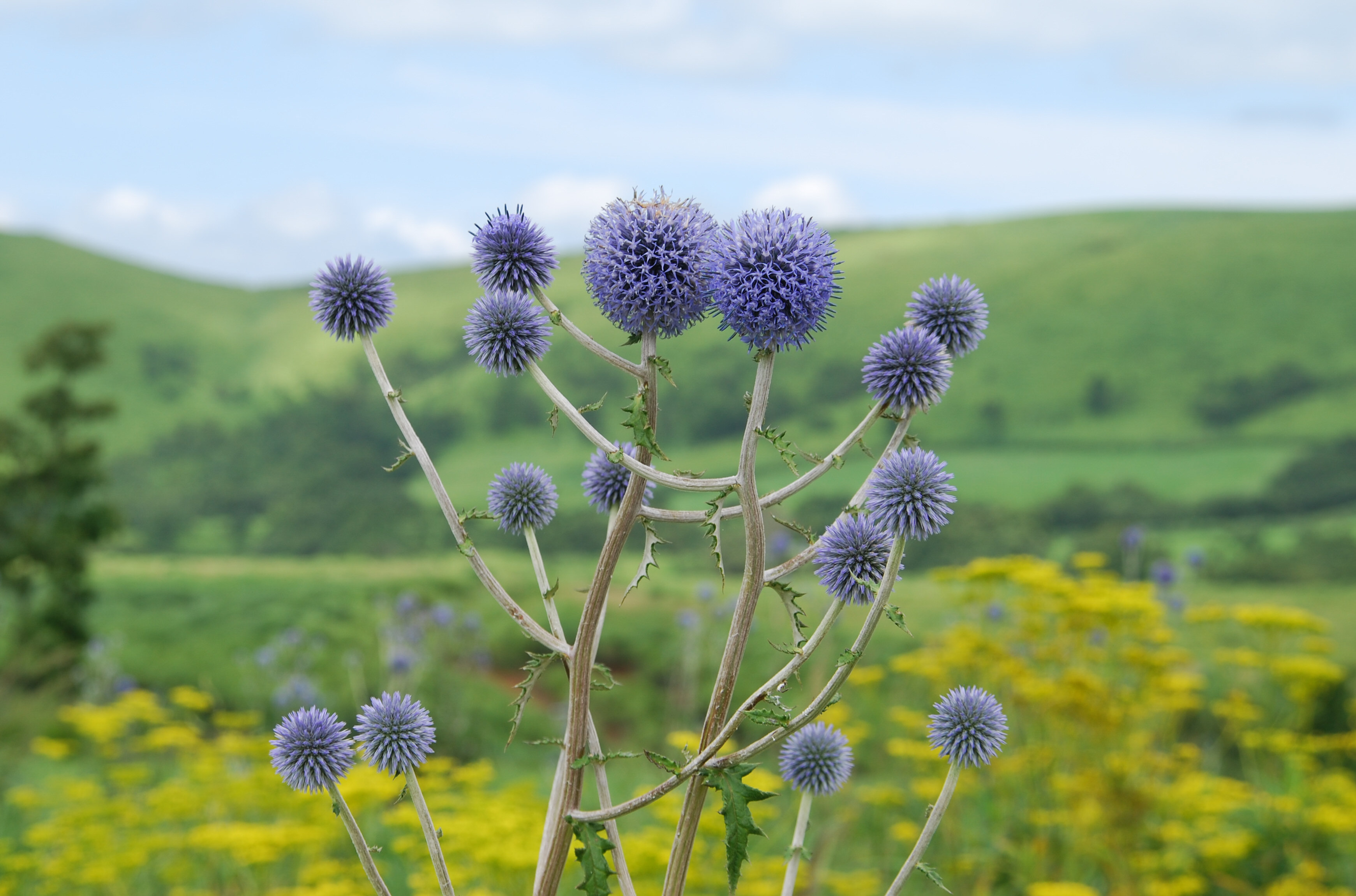
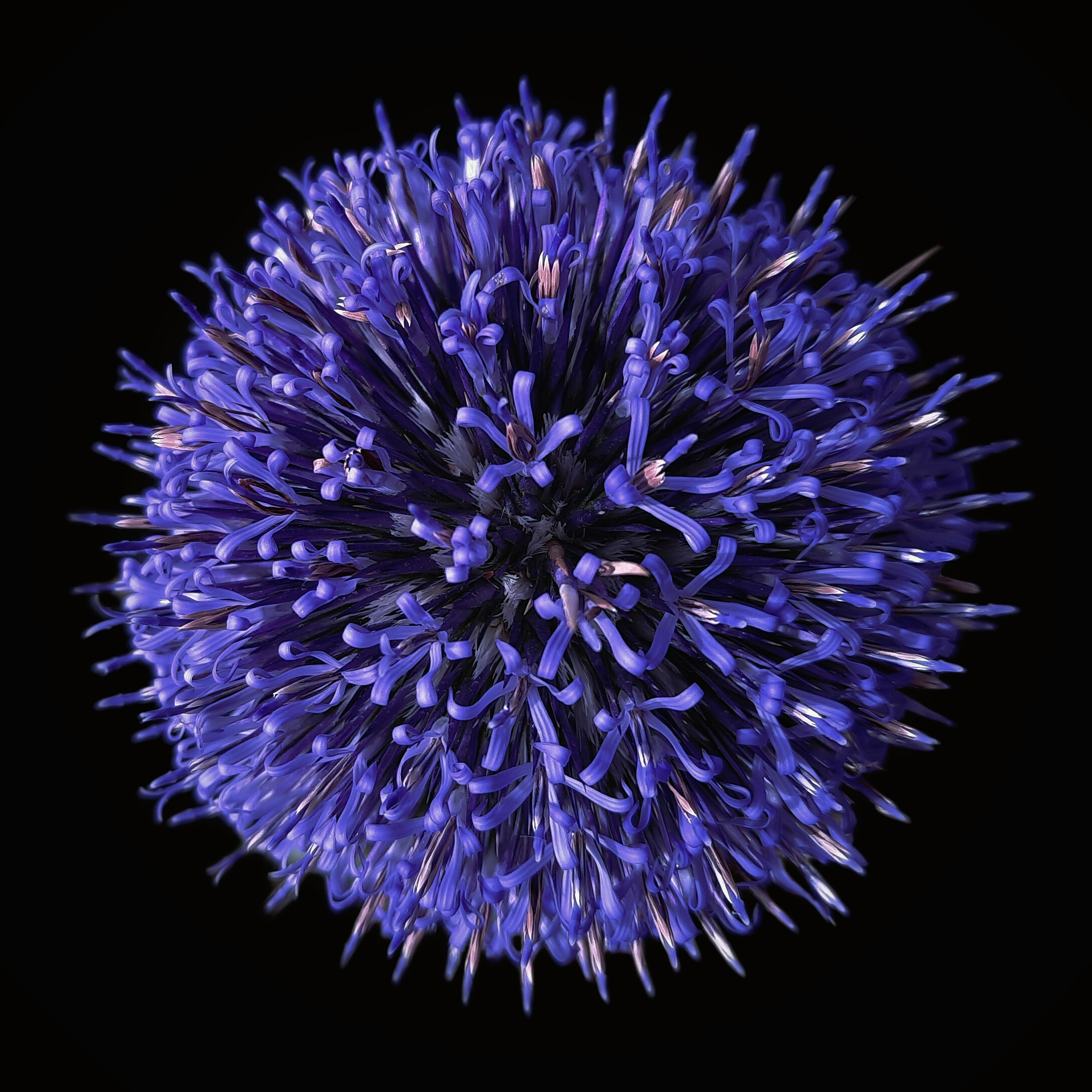
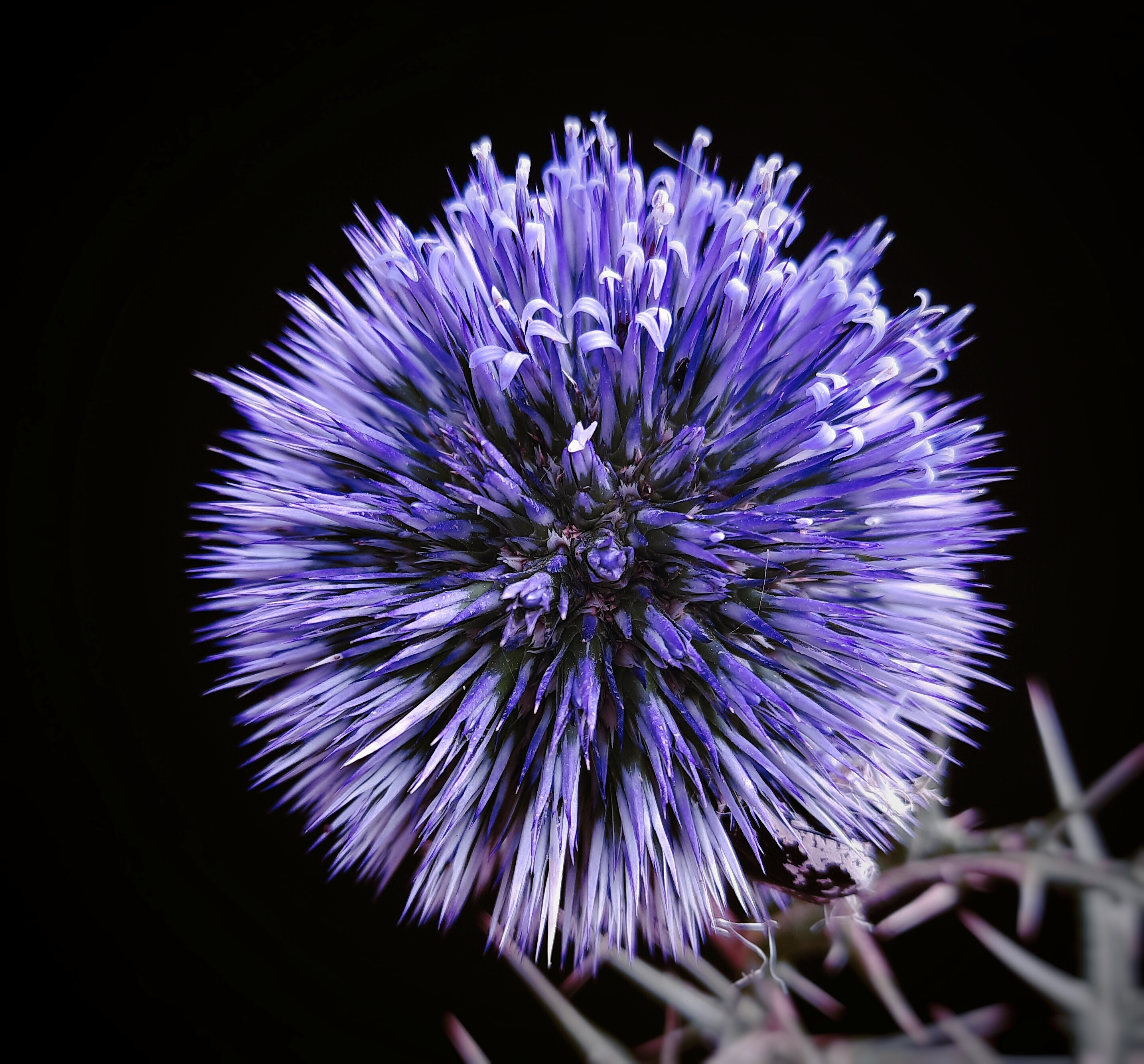
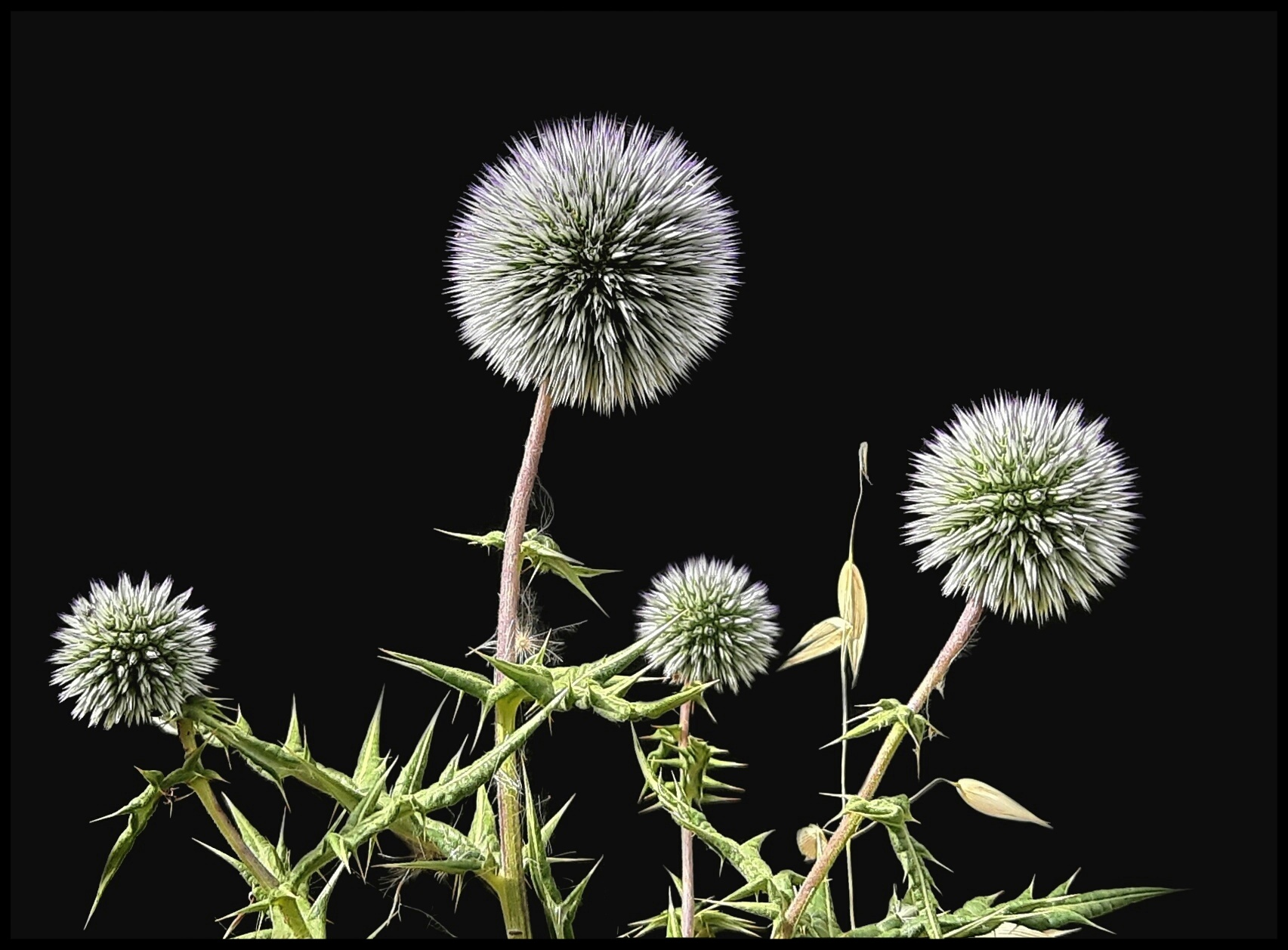
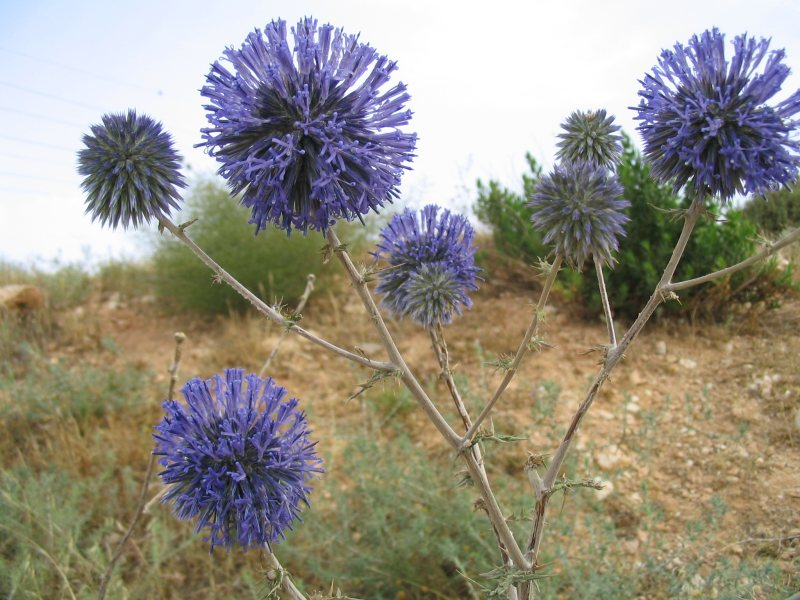
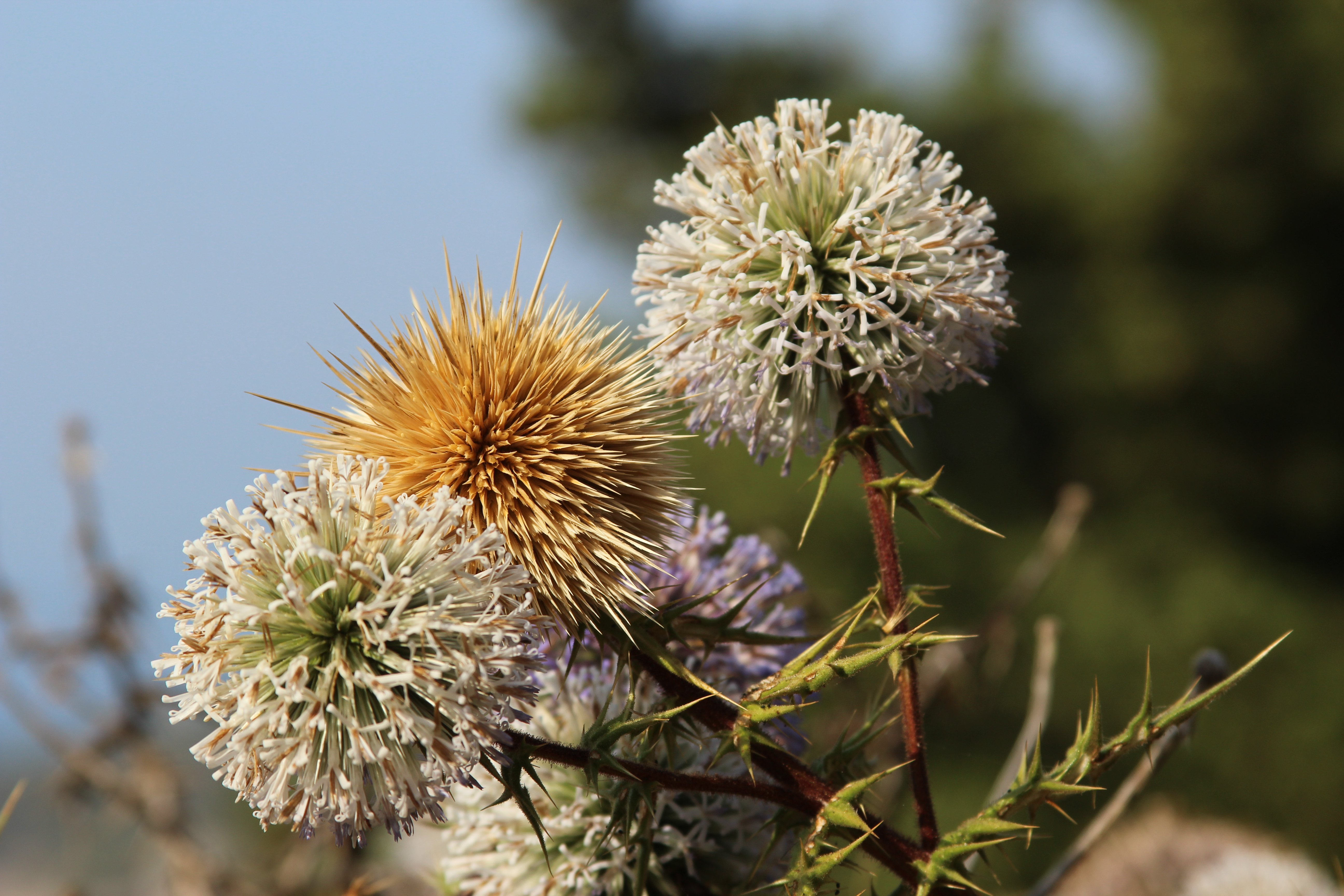
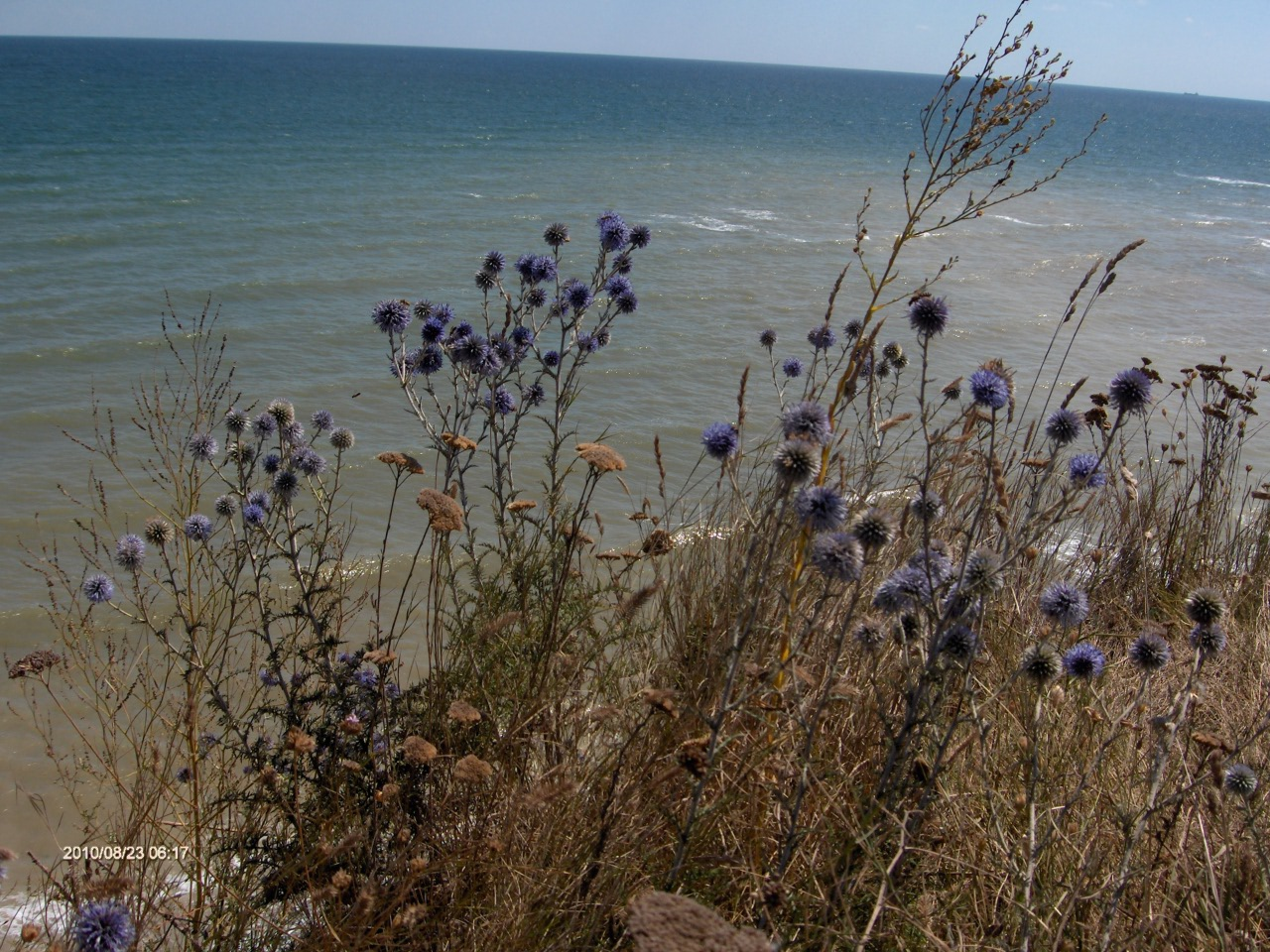

## من أنواعه الأخرى
- القنفذي الأبيض (باللاتينية: Echinops niveus)
- القنفذي الأزرق (باللاتينية: Echinops ritro)
- القنفذي الثلجي (باللاتينية: Echinops nivens)
- القنفذي الروسي (باللاتينية: Echinops ruthenicus)
- القنفذي العريض الأوراق (باللاتينية: Echinops latifolius)
- القنفذي العملاق (باللاتينية: Echinops giganteus)
- القنفذي الكروي الرأس (باللاتينية: Echinops sphaerocephalus) في معظم مناطق أوروبا
- القنفذي المرتفع (باللاتينية: Echinops exaltatus)
- القنفذي المرسيني (باللاتينية: Echinops mersinensis) في تركيا
- القنفذي المشرقي (باللاتينية: Echinops orientalis)
- القنفذي المنخفض (باللاتينية: Echinops humilis)
- القنفذي اليوناني (باللاتينية: Echinops graecus)